# Kimberlé Crenshaw
Kimberlé Crenshaw (Canton, 5 mei 1959) is een Amerikaanse rechtsgeleerde, burgerrechtenactiviste en gewoon hoogleraar aan de UCLA School of Law en de Columbia University Law School waar ze zich specialiseert in rassen- en gendervraagstukken. Ze is een vooraanstaande geleerde in de kritische rassentheorie die de theorie van de intersectionaliteit ontwikkelde. Ze heeft baanbrekend theoretisch werk verricht rond gelijkwaardigheid en discriminatie. 
Crenshaw is ook de oprichter van het Columbia Law School Center for intersectionaliteit en sociaal beleid studies (CISPS) en het African American Policy Forum (AAPF), evenals de Voorzitter van het in Berlijn gevestigde Centrum voor Intersectionele justitie (CIJ).
Crenshaw behaalde een BA aan Cornell-universiteit, een JD aan Harvard-universiteit en een LLM aan de University of Wisconsin-Madison.
De Katholieke Universiteit Leuven kende haar op 3 februari 2020 een Eredoctoraat toe.